# کوئیکن لونز
کوئیکن لونز (انگلیسی: Quicken Loans) شرکت خدمات مالی آمریکایی است، که در سال ۱۹۸۵ توسط دن گیلبرت، ران برمن و گری گیلبرت تأسیس شد.